# Термодинамічна активність
Термодинамічна активність (англ. relative activity) — термодинамічна величина aХ, що визначається як відношення тиску пари даного компонента X у суміші Pх до тиску пари цього компонента в індивідуальному вигляді Pх0, якщо пара поводиться як ідеальний газ: aх = Pх /Pх0, або відношення відповідних леткостей f: aх = fх /fх0, якщо пара поводиться як реальний газ.
Величина aх вводиться для запису в зручній формі експериментально виміряних чи розрахованих значень хімічних потенціалів компонентів реальних розчинів (або, що те ж саме — для збереження звичних простих форм рівнянь, які пов'язують значення хімічного чи інших термодинамічних потенціалів з концентрацією компонента). Вона має смисл ефективної концентрації компонента Х у дво- або багатокомпонентній суміші, де ефективна концентрація задовольняє рівняння: aХ = exp[(μ — μ0)/RT], де μ — хімічний потенціал компонента Х у даному стані, а μ0 — у стандартному стані. Концентрація виражається в молярних або моляльних частках. Вибір стандартного стану взагалі довільний, але в розчинах неелектролітів як для розчинника, так i для розчиненого найчастіше за стандартний беруть стан, в якому вони перебувають у вигляді чистих речовин за даних умов.